# Amanda Magadan
Pour les articles homonymes, voir Magadan (homonymie).
Amanda Magadan (épouse Golini) est une joueuse américaine de hockey sur gazon. Elle évolue au poste de milieu de terrain avec l'équipe nationale américaine.

## Biographie
- Amanda est née le 28 mars 1995 à Randolph.
- Elle a fréquenté le Randolph High School avant de passer au Lafayette College.

## Carrière
Elle a fait ses débuts avec l'équipe première en août 2017 lors de la Coupe d'Amérique à Lancaster.

## Palmarès
- : 3e à la Coupe d'Amérique 2017.
- : 3e aux Jeux panaméricains 2019.